# Uncaria perrottetii
Uncaria perrottetii är en måreväxtart som först beskrevs av Achille Richard, och fick sitt nu gällande namn av Elmer Drew Merrill. Uncaria perrottetii ingår i släktet Uncaria och familjen måreväxter. Inga underarter finns listade i Catalogue of Life.